# Полет 023 на „Оувърсийз Нешънъл Еъруейс“
Полет 023 на „Оувърсийз Нешънъл Еъруейс“ е нередовен „празен полет“ от международното летище „Джон Ф. Кенеди“, Ню Йорк, Съединените американски щати, до международното летище „Крал Абдулазиз“, Джида, Саудитска Арабия, с междинно спиране на международното летище „Франкфурт на Майн“, Франкфурт на Майн, Западна Германия, управляван от „Оувърсийз Нешънъл Еъруейс“. На 12 ноември 1975 г. екипажът на самолета инициира отказано излитане след ускоряване през голямо ято чайки на международното летище „Джон Ф. Кенеди“, което довежда до отклонение от пистата. При инцидента няма пострадали, както на борда, така и на земята, но самолетът е унищожен от интензивен пожар след катастрофата.
Националният съвет по безопасност на транспорта стига до заключението, че вероятната причина за инцидента е попадане на птица в десния двигател, което причинява неконтролируема повреда на същия, която спуква няколко гуми на колесника и изважда от строя хидравличната система на двигателя и частично изключва спойлерите и спирачките. За инцидента допринасят и повредата на реверсора на тягата на засегнатия двигател, както и мократа писта. Смята се, че самолетът, който участва в инцидента – „Макдонъл Дъглас DC-10-30CF“, е най-големият търговски пътнически самолет, унищожен някога поради сблъсък с птица.
Установени са още 11 други тежки инцидента със сблъсък с птици на летище „Джон Ф. Кенеди“ между юли и ноември 1975 г. Посочено е, че взетите мерки на това летище, не отговарят на стандартите. Издава се препоръка за адекватна защита срещу птици, която включва: ежедневна проверка на пистата, премахване на сметища и елиминиране на гризачи, които привличат морски чайки, както и отсичане на дървета в непосредствена близост. Внимание е обърнато също на предпазните колани и проблемите с дължина, като се посочва и друг подобен инцидент в Турция.